# Victor-Adolphe Malte-Brun
Pour les articles homonymes, voir Brun.
Victor-Adolphe Malte-Brun, né le 25 novembre 1816 à Paris et mort le 13 juillet 1889 à Marcoussis, est un géographe et cartographe français. Il est le fils du géographe Conrad Malte-Brun.

## Biographie
Il est fils de Conrad Malte-Brun, autre géographe, d'origine danoise, fondateur de la Société de géographie.
Son frère, Conradin, né en 1810, fut un artiste peintre et mourut en 1850 à l'âge de quarante ans. Victor-Adolphe n'a que 10 ans quand son père décède, mais il grandit dans le souvenir de la réputation de son père.
En 1846, Eugène Cortambert, professeur et membre de la Société de géographie, publie un Cours de géographie directement inspiré des œuvres de Conrad Malte-Brun dans lequel il dit que la géographie est la peinture générale de la nature, de l'humanité et de ses travaux. Cette vision humaniste rejoint la volonté de Victor-Adolphe de se consacrer à une géographie moderne construite sur d'autres bases qu'une énumération des lieux.
Victor Adolphe Malte-Brun deviendra à son tour membre de la Société de géographie (de Paris), en 1851, secrétaire-adjoint en 1852 et en deviendra secrétaire général, au cours des années 1860-1867 (son père avait lui-même été le premier secrétaire général, en 1822-1824). Lorsqu'il quitta le poste, il deviendra le premier Secrétaire général honoraire. De 1852 à 1867, il aura la responsabilité d'édition du Bulletin de la Société de géographie et il signera de sa main, plus de cent articles.
De 1851 à 1855, il éditera une nouvelle édition de l'œuvre de son père, le Précis de géographie universelle. Dès 1851, il s'intéressa au projet du percement d'un canal en Amérique centrale entre l'Océan Pacifique et l'Océan Atlantique. Le premier projet d'Alexander von Humboldt aboutira en mai 1879 au Congrès international d'études du Canal interocéanique présidé par Ferdinand de Lesseps. Victor-Adolphe présentera à cette occasion une carte des 18 projets existants. On remarquera qu'outre ses talents de rédacteur, Victor-Adolphe sera aussi un excellent cartographe.
Il repose au cimetière du Montparnasse (division 4) à Paris.
Le mont Malte-Brun (en), en Nouvelle-Zélande, d'une hauteur comprise entre 3 155 m et 3 199 m, a été nommé en son honneur par Julius von Haast.

## Distinctions
- Chevalier de la Légion d'honneur (décret du 11 août 1865)

## Malte-Brun à Marcoussis
- Son nom a été donné à une rue de Marcoussis où il possédait une maison de campagne où selon ses dires, il venait pendant la belle saison, respirer l'air pur des bois et des champs et se remettre des fatigues de la Ville.
- Il viendra très souvent dans sa maison de campagne où il vivra pendant une vingtaine d'années avec sa compagne, Augustine-Alphonsine Charpentier, née le 12 septembre 1850. Après la mort de Malte-Brun, elle épousera en 1891 Eusèbe Debled, artiste-peintre, maire de Linas. Elle mourut assassinée à Linas en 1917.
- Présent à Marcoussis pendant la guerre de 1870, il décrira l'occupation du village du 15 septembre 1870 au 10 février 1871 par les troupes bavaroises dans un opuscule de 30 pages intitulé Histoire d'une commune de Seine-et-Oise pendant l'Occupation allemande, Challamel Ainé, Paris, 1871.

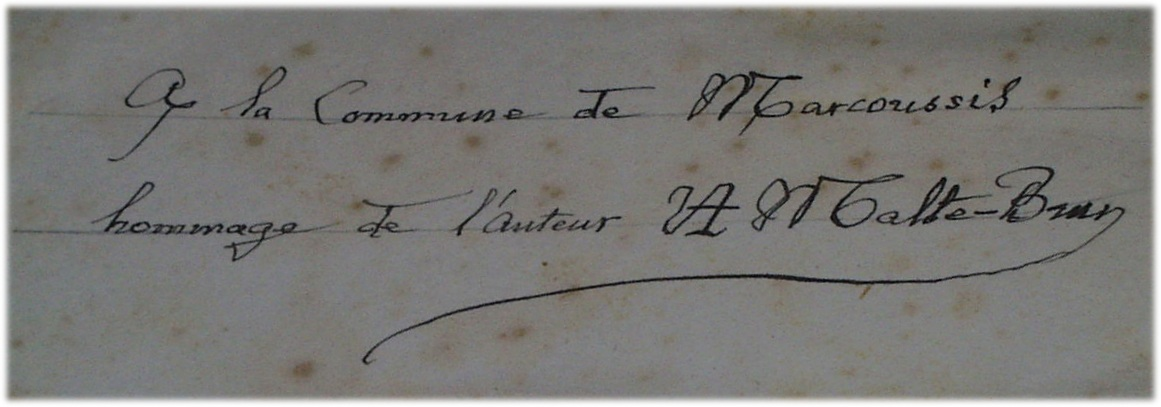
Dédicace de V. A. Malte-Brun à la commune de Marcoussis de son ouvrage sur l'histoire du village.

## Sélection d'œuvres de Malte-Brun
- Histoire de Marcoussis (1867)
- La France illustrée, comprenant deux volumes ainsi qu'un atlas réalisé par Auguste Henri Dufour (1853) ; seconde édition (1879-1884), 5 vol. et un atlas, aux éditions Rouff (l'ouvrage ayant paru en livraisons, l'ordre de reliure peut-être différent au gré des souscripteurs, les cartes jointes à chaque département, etc.).
- L'Allemagne illustrée, cinq volumes (1885-1888), aux éditions Rouff.
- Les jeunes voyageurs en France ou Description pittoresque du sol et des curiosités de ce pays (1841)
- Histoire d'une commune de Seine et Oise pendant l'invasion allemande  éditions Challamel, Paris, 1871

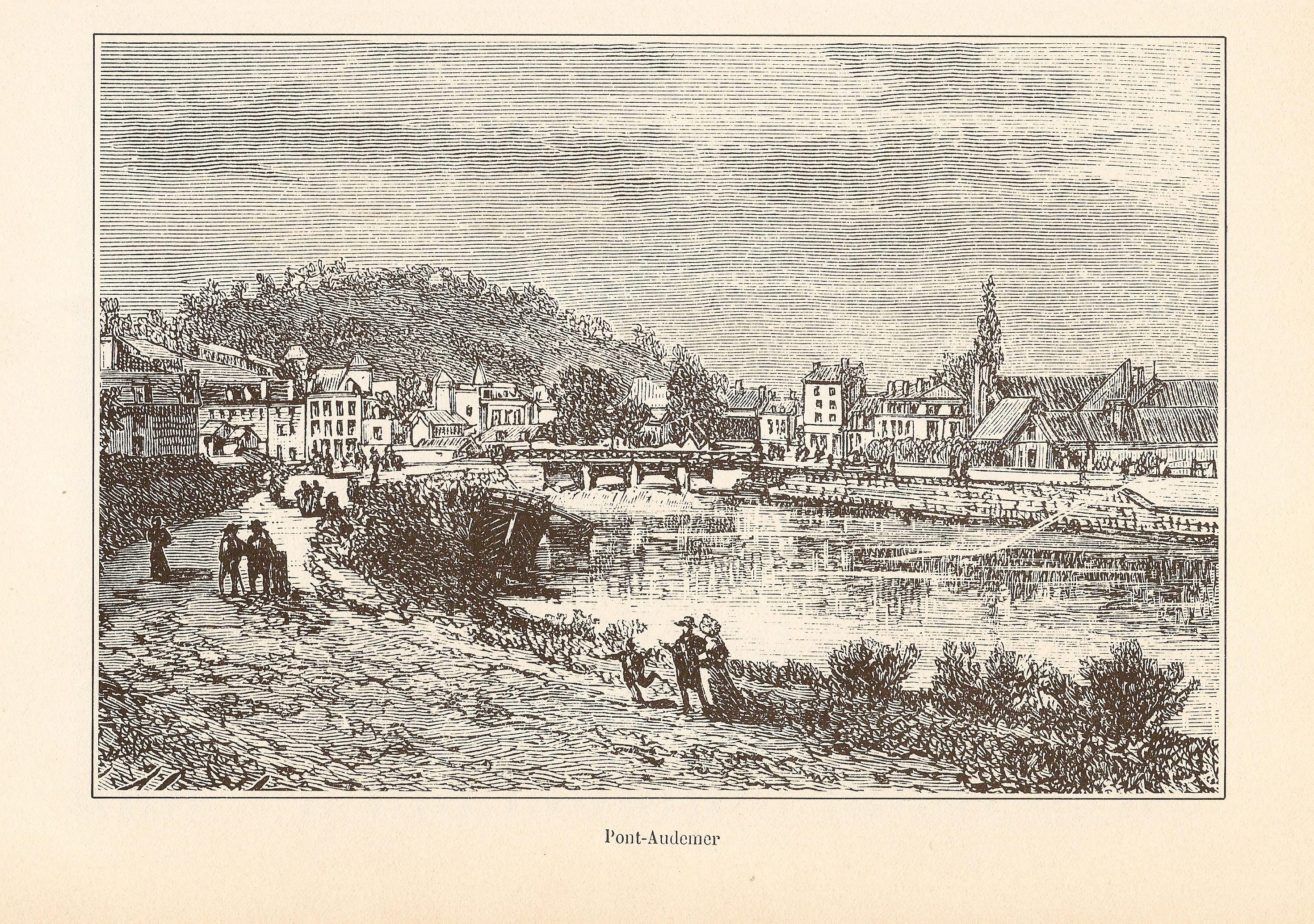
Pont-Audemer, gravure de l'artiste pour un ouvrage Le Département de L'Eure de 1882.

## Malte-Brun dans l'œuvre deJules Verne
On sait que l'écriture des romans s'appuyaient sur une documentation énorme et Jules Verne recevait les communications de la Société de géographie.
Il fera référence à plusieurs reprises à Malte-Brun comme dans :
- Cinq semaines en ballon, au début du roman :

Les détails de l’entreprise parurent tout au long dans les Bulletins de la Société Géographique de Paris ; un article remarquable fut imprimé dans les « Nouvelles annales des voyages, de la géographie, de l'histoire et de l'archéologie de M. V.-A. Malte-Brun »...
- Les Enfants du capitaine Grant,

En ce qui concerne lady Helena, quand il apprit qu'elle était fille de William Tuffnel, ce fut une explosion d'interjections admiratives. Il avait connu son père. Quel savant audacieux ! Que de lettres ils échangèrent, quand William Tuffnel fut membre correspondant de la société ! C'était lui, lui-même, qui l'avait présenté avec M. Malte-Brun !
- Vingt mille lieues sous les mers

Quel éclair traversa mon esprit ! L'Atlantide, l'ancienne Méropide de Théopompe, l'Atlantide de Platon, ce continent nié par Origène, Porphyre, Jamblique, d'Anville, Malte-Brun, Humboldt, qui mettaient sa disparition au compte des récits légendaires, admis par Possidonius, Pline, Ammien-Marcellin, Tertullien, Engel, Sherer, Tournefort, Buffon, d'Avezac, je l'avais là sous les yeux, portant encore les irrécusables témoignages de sa catastrophe !